# (35722) 1999 FM41
1999 FM41 (asteroide 35722) é um asteroide da cintura principal. Possui uma excentricidade de 0.08497020 e uma inclinação de 6.48522º.
Este asteroide foi descoberto no dia 20 de março de 1999 por LINEAR em Socorro.